# روبرت باساردو
روبرت باساردو (بالإنجليزية: Robert Picardo)‏ هو مغني ومخرج وممثل أمريكي، ولد في 27 أكتوبر 1953 بفيلادلفيا في الولايات المتحدة.

## أعمال

### أفلام
- (1985) أسطورة
- (1987) الفضاء الداخلي
- (1990) توتال ريكول[6]
- (1996)  أول اتصال[7][8][9]
- (1998) سمول سولجرز[10]
- (2003)  باك إن أكشن[11]
- (2007)  سباق مع الوقت
- (2016) يعيش القيصر[12]

### مسلسلات
- الساحرة المراهقة سابرينا
- العبقري
- بوشنغ ديزيز[13]
- تحسين المنزل
- تشاك
- فوياجر
- ستارغيت أتلانتس
- ستارغيت إس جي 1
- نيويورك
- فرقة العدالة
- كاسل
- كولد كيس
- هاواي فايف أو

## وصلات خارجية
- روبرت باساردو على موقع IMDb (الإنجليزية)
- روبرت باساردو على موقع ألو سيني (الفرنسية)
- روبرت باساردو على موقع ميوزك برينز (الإنجليزية)
- روبرت باساردو على موقع تيرنر كلاسيك موفيز (الإنجليزية)
- روبرت باساردو على موقع أول موفي (الإنجليزية)
- روبرت باساردو على موقع قاعدة بيانات برودواي على الإنترنت (الإنجليزية)
- روبرت باساردو على موقع قاعدة بيانات الأفلام السويدية (السويدية)
- روبرت باساردو على موقع إن إن دي بي (الإنجليزية)
- روبرت باساردو على موقع أول ميوزيك (الإنجليزية)
- روبرت باساردو على موقع ديسكوغز (الإنجليزية)